# 울라지슬라우 한차로우
울라지슬라우 알레하비치 한차로우(벨라루스어: Уладзісла́ў Але́гавіч Ганчаро́ў, 러시아어: Владисла́в Оле́гович Гончаро́в 블라디슬라프 올레고비치 곤차로프[*], 1995년 12월 2일~)는 벨라루스의 체조 선수로 주 종목은 트램펄린이다. 2016년 하계 올림픽 남자 트램펄린에서 금메달을 획득했으며 세계 선수권 대회에서 금메달 3개, 은메달 4개, 동메달 2개, 유럽 선수권 대회에서 금메달 7개, 은메달 2개, 동메달 1개를 획득했다.